# Widekind I. (Battenberg und Wittgenstein)
Widekind I. von Battenberg und Wittgenstein (auch Widukind, * um 1201; † um 1237) war der zweite von vier Söhnen des Grafen Werner I. von Battenberg und Wittgenstein (* um 1150; † 1215) und dessen Frau, einer namentlich unbekannten Tochter des Grafen Volkwin II. von Schwalenberg und dessen zweiter Frau Lutrud.

## Herrschaftsantritt
Nach dem Tod des Vaters, dem Begründer des Geschlechts der Grafen von Battenberg und Wittgenstein, im Jahre 1215 übernahm zunächst der älteste der drei überlebenden Brüder, Werner II. († 1272), die Regierungsgeschäfte, trat dann aber 1228 oder spätestens 1230/31 in den Johanniterorden ein. Die Grafschaft Battenberg-Wittgenstein fiel damit an Widekind I., der seinen jüngeren Bruder Hermann I. († vor 1234) an der Regierung beteiligte.

## Taktieren zwischen Mainz und Hessen
Die kleine Grafschaft lag im Spannungsgebiet zwischen zwei weitaus mächtigeren und miteinander rivalisierenden Territorialmächten, der thüringisch-hessischen Landgrafschaft der Ludowinger und dem Erzstift Mainz, und die Grafen suchten, mit wechselndem Erfolg, durch Taktieren ihre Unabhängigkeit zu bewahren. Werner I. war schon im Jahre 1190 vom Mainzer Erzbischof Konrad I. zu einem Vertrag genötigt worden, demgemäß er dem Erzstift gegen eine Geldzahlung die Burg Wittgenstein aufzutragen versprach und sie von Mainz als Lehen zurückerhalten sollte. Da der Erzbischof jedoch bei seinem Tod im Jahre 1200 noch immer einen Teil der vereinbarten Summe schuldig geblieben war, trat der Vertrag nicht in Kraft und Werner konnte sich noch einmal aus der damit verbundenen Abhängigkeit befreien. In einem am 2. September 1223 geschlossenen Vertrag mit Werner II., Widekind I. und Hermann I. gelang es dem neuen Mainzer Erzbischof Siegfried II. dann doch, die Auftragung der Burg Wittgenstein an das Erzstift zu erreichen und sie ihnen zu Lehen zu geben. Spätestens hiermit war ein starkes Lehnsverhältnis der Battenberger zum Erzstift Mainz hergestellt.
Widekind, der bereits im ersten Viertel des 13. Jahrhunderts aus der alten Burg Battenberg am hohen Talrand von Battenberg (im heutigen Pfarrhof) in die neu erbaute Kellerburg westlich oberhalb der Stadt umgezogen war, versuchte schon bald darauf, sich durch Anlehnen an die Landgrafen etwas aus der Mainzer Abhängigkeit zu befreien. Dies geschah allerdings auch unter erheblichem Druck seitens der Ludowinger. So trugen er und sein Bruder Hermann I. 1228 die Kellerburg (oder zumindest eine Hälfte derselben) dem Landgrafen Heinrich Raspe zu Lehen auf und erhielten sie von ihm als Lehen zurück; gleichzeitig wurden sie gegen entsprechende Bezahlung landgräfliche Burgmannen in Marburg, konnten ihren dortigen Anwesenheitsverpflichtungen allerdings durch Stellvertreter nachkommen.
Schon um die gleiche Zeit (1228) fanden aber auch bereits erste, allerdings noch ergebnislose Verhandlungen mit Erzbischof Siegfried II. statt bezüglich eines Verkaufs der Kellerburg (bzw. ihrer anderen Hälfte) an das Erzstift. Nachdem Siegfried II. 1230 gestorben war, wurden diese Verhandlungen 1234 durch seinen Neffen und Nachfolger Siegfried III. wieder aufgenommen, aber ein entsprechender Vertragsentwurf vom 9. April 1234, in dem Widekind sich verpflichtete, die Hälfte der Burgen Battenberg und Kellerburg und der dazugehörigen Stadt Battenberg und Grafschaft „Stiffe“ (oder „Stift“), der Gerichtsbarkeit über das Gebiet der ehemaligen Grafschaft Wetter der Gisonen, für 600 Mark an Mainz zu verkaufen, war wohl lediglich das Ergebnis von Vorverhandlungen. Die Verhandlungen waren unter anderem dadurch kompliziert, dass Widekind nicht nur das Einverständnis seines Bruders Hermann benötigte, sondern nach Hermanns Tod auch die Zustimmung von dessen Frau und Töchtern, dass die Kellerburg zur Hälfte landgräfliches Lehen war, und dass die Erbfolge in Battenberg an die Bedingung geknüpft war, dass die Söhne Widekinds mainzische Lehnsmannen würden.

## Tod und Folgen
Widekind starb 1238, ohne dass es zu einem Vertragsabschluss gekommen war. Erst im Juli 1238, nachdem seine Söhne Siegfried I. und Widekind II. das väterliche Erbe in die beiden Grafschaften Wittgenstein und Battenberg geteilt hatten, wurde dieser Verkauf an das Erzstift vollzogen, wobei beide jeweils ihren Teil an den Erzbischof verkauften. Der Verkauf hatte sich auch deshalb verzögert, weil auch die Herren von Merenberg erbrechtliche Ansprüche geltend machten. Außerdem war eine Hälfte der Kellerburg seit 1228 Lehen des Landgrafen, und die Battenberger verstießen mit dem geplanten Verkauf zumindest teilweise gegen ihre 1228 mit dem Landgrafen getroffenen Vereinbarungen. Dieser hatte erhebliche Druckmittel in der Hand, nicht zuletzt, da Konrad von Thüringen, der Bruder Heinrich Raspes und Ludowinger Regent in deren hessischen Landesteilen, 1233/34 auf dem bereits seit 1122 in Ludowinger Besitz befindlichen Frankenberg, inmitten der Grafschaft Battenberg, eine Burg und eine Stadt hatte bauen lassen, um dem Mainzer Streben nach weiterem Territorialgewinn in diesem Raum einen Riegel vorzuschieben.

## Ehe und Nachkommen
Widekind war verheiratet mit Ida von Runkel, Tochter des Siegfried III., Herr von Runkel und Westerburg (Haus Runkel). Das Paar hatte drei Söhne:
- Werner III. von Battenberg († 1277)
- Siegfried I. von Wittgenstein († vor 1287)
- Widekind II. von Battenberg († nach 1291)

Werner III. wurde 1252 Ritter des Deutschen Ordens und war 1266 Deutschmeister. Die beiden anderen teilten das väterliche Erbe: Siegfried erhielt Wittgenstein und Widekind bekam Battenberg. Die Söhne Widekinds II. nannten sich, bis auf wenige bekannte Ausnahmen, stets Grafen von Battenberg, während Siegfrieds Nachkommen sich von Wittgenstein nannten.